# البيسبول في الألعاب الأولمبية الصيفية 2004
في رياضة البيسبول في الألعاب الأولمبية الصيفية الثامنة والعشرون تنافست 8 دول على ميدالية ذهبية واحدة واحتلت كوبا مركز الصدارة.
| الترتيب | الدولة   | الميداليات | المجموع |
| 1       | كوبا     | 1 ذهبية    | 1       |
| 2       | أستراليا | 1 فضية     | 1       |
| 3       | اليابان  | 1 برونزية  | 1       |